# Astenus setifer
Astenus (Eurysunius) setifer – gatunek chrząszcza z rodziny kusakowatych i podrodziny żarlinków (Paederinae).
Gatunek ten został opisany w 1930 roku przez Malcolma Camerona i umieszczony w podrodzaju Eurysunius. W podrodzaju Astenopleuritus umieszczony został przez A. Smetanę w 2004, ale w 2013 roku ponownie klasyfikowany w Eurysunius przez Shibatę i współpracowników.
Ciało długości od 3,4 do 4 mm. Głowa i poprzeczne przedplecze rudoczarne, równej szerokości. Nasada głowy obrzeżona. Rudobrązowe pokrywy długości przedplecza i nieco od niego szersze. Czułki i odnóża rudobrązowe. Odwłok czarny.
Chrząszcz znany z Korei i Japonii.